# Лемба (округ)
Лемба́ (порт. Lembá) — округ в государстве Сан-Томе и Принсипи. Административный центр — город Невеш.

## Географическая характеристика
Расположен в западной части острова Сан-Томе.
Площадь 229 км².
На территории округа находится высочайшая точка острова — пик Сан-Томе.

## Население
Население по состоянию на 2006 год составляет 11 759 чел.
Помимо Невеша (население ≈7400 чел. (2005)) на территории округа расположен небольшой город Санта-Катарина (населением ≈1000 чел. (2005)).
Изменение численности населения округа
- 1940: 6885 (11,4 % численности населения страны)
- 1950: 6196 (10,3 % численности населения страны)
- 1960: 6196 (9,7 % численности населения страны)
- 1970: 6206 (8,4 % численности населения страны)
- 1981: 7905 (8,2 % численности населения страны)
- 1991: 9016 (7,7 % численности населения страны)
- 2001: 10 696 (7,8 % численности населения страны)